# Conrad-Albert d'Ursel
Conrad-Albert-Charles, 1er duc d'Ursel et d'Hoboken, est un général et administrateur des Pays-Bas méridionaux, né le 10 février 1665 à Bruxelles et mort le 3 mai 1738 à Namur.

## Biographie
Conrard-Albert d'Ursel est le fils de François, comte d'Ursel et du Saint-Empire, et d'Honorine de Hornes. Il est l'arrière petit-fils de Conrad Schetz et le petit-fils d'Ambrosius van Horne (nl).
Entré au service de l'empereur Léopold, il prend part à la guerre contre les Turcs en Hongrie. Il se distingue au siège de Neuhausel, à la bataille de Grau, aux sièges de Kaschau, Esperies et Zolnock, et entre un des premiers dans la ville de Bude en 1686, sous les ordres du prince Eugène de Savoie.
Passé dans les armées du roi d'Espagne, il combat les Mores en Afrique et parvient à faire entrer des secours dans Oran assiégée. Colonel de dragons, il prend le commandement de la cavalerie espagnole dans le duché de Milan en 1691 et est envoyé auprès du roi à Madrid en 1696 pour lui faire part de la conclusion de la paix. En récompense de ses servies, il est nommé commandant des gardes à cheval et mestre de camp général des armées espagnoles. Le roi Philippe V, qu'il accompagne en Italie, lui confère les fonctions de capitaine des gardes, avant de l'envoyer en 1704 aux Pays-Bas en qualité de gouverneur de Mons et de souverain bailli du Hainaut.
Les puissances alliées contre Louis XIV ayant pris possession des Pays-Bas, elles y instituent un Conseil d'État pour gouverner les provinces conquises et y nomme le comte d'Ursel le 21 juillet 1706. Il n'en accepte pas la nomination avant qu'un décret du 8 septembre 1708 de l'archiduc Charles, devenu Charles III, l'y confirme. Il assiste au sacre et au couronnement du même monarque en 1711, devenu empereur sous le nom de Charles VI.
En 1713, il épouse Éléonore-Christine, princesse de Salm, fille du prince Charles-Théodore de Salm et de la princesse Louise-Marie du Palatinat. Il est le père de Charles d'Ursel (1717–1775) et le beau-père du duc François Albert Charles de Bournonville.
Après la conclusion des traités de la Barrière, le comte d'Ursel est prié par les principaux membres des États de se rendre à Vienne pour exposer au nouveau souverain l'important préjudice que les traités récents avaient pour le commerce belge.
Des lettres patentes du 24 avril 1717 l'élève à la dignité de duc d'Hoboken. Il est ensuite créé duc d'Ursel, par transmission de primogéniture masculine, le 19 août 1718. 
Appelé au poste de conseiller d'État du nouveau gouvernement le 29 mars 1718, il est chargé des fonctions de gouverneur de Namur en 1720, fonctions dont il est nommé officiellement le 26 mars 1732. 
En 1726, la branche aînée des descendants de Gaspar Schetz (en) s'étant éteinte, le duc d'Ursel hérite des domaines délaissés par Charles-Hubert de Grobbendonck, le dernier représentant de cette branche. Il s'agit du comté de Grobbendonck et des baronnies de Wesemael et de Durbuy. Déjà membre des États de Brabant, la possession de la seigneurie de Wesemael lui confère le titre et les fonctions de maréchal héréditaire du duché. C'est en cette qualité qu'il assiste à l'inauguration à Bruxelles de l'empereur Charles VI comme duc de Brabant, le 11 octobre 1716. 
Du chef de sa vicomté de Vive-Saint-Eloy, il est également Grand veneur et Haut forestier de Flandre et membre des États de ce comté. Du chef de sa femme, il est prince d'Arche et Charleville pour partie.